# Lasse Jonsson
Lars "Lasse" Assar Jonsson, född 11 januari 1959, är en svensk gitarrist.
Jonsson kom i början av 1980 med i Magnus Ugglas band, med vilket han under lång tid turnerade. Han har även spelat med artister som Allan Edwall, Christer Sandelin, Björn Skifs, Ronny och Ragge och Monica Törnell. Han har också medverkat i Badrock, Stjärnklart, Rhapsody in Rock, The Original Abba Orchestra och på Stockholms Stadsteater. 
Jonsson har spelat i musikaler som Kristina från Duvemåla, Les Misérables, Chess och Mamma Mia! och han är med på Mamma Mia! The Movie Soundtrack. Han har även medverkat som musiker i sammanhang som Melodifestivalen, Polarpriset och Svenska Idrottsgalan.